# Uganda nos Jogos Olímpicos de Verão de 1984
Uganda competiu nos Jogos Olímpicos de Verão de 1984 em Los Angeles, Estados Unidos.

## Resultados por Evento

### Atletismo
100m masculino
- Charles Mbazira

200m masculino
- John Goville

400m masculino
- Mike Okot
  - Eliminatória — 46.68 (→ não avançou)

- Moses Kyeswa
  - Eliminatória — 46.78 (→ não avançou)

400m com barreiras masculino
- Peter Rwamuhanda

Men's 4×400m Relay
- John Goville, Moses Kyeswa, Peter Rwamuhanda, e Mike Okot

Maratona masculina
- Vincent Ruguga — 2:17:54 (→ 29º lugar)
- Wilaon Achia — não terminou (→ sem classificação)

Lançamento de dardo masculino
- Justin Arop
  - Classificatória — 68.76m (→ não avançou, 27º lugar)

800m feminino
- Evelyn Adiru

400m com barreiras feminino
- Ruth Kyalisima
  - Eliminatória — 57.38
  - Semifinal — 57.02 (→ não avançou)

### Boxe
Peso Mosca-ligeiro (– 48kg)
- William Bagonza
  - Primeira rodada — Derrotou Abbas Zaghayer (Iraque), RSC-2
  - Segunda rodada — Perdeu para Paul Gonzales (Estados Unidos), 0:5

Peso Mosca (– 51kg)
- John Kakooza
  - Primeira rodada - Perdeu paraFausto Garcia (México), 0:5

### Ciclismo
Estrada individual masculino
- Muharud Mukasa — não terminou (→ sem classificação)
- Ernast Buule — não terminou (→ sem classificação)

### Halterofilismo
Peso Médio
- Fred Bunjo

Peso Pesado
- John Kyazze

### Natação
100m masculino
- Daniel Mulumba
  - Eliminatória — 1:07.86 (→ não avançou)